# Harald Welzer

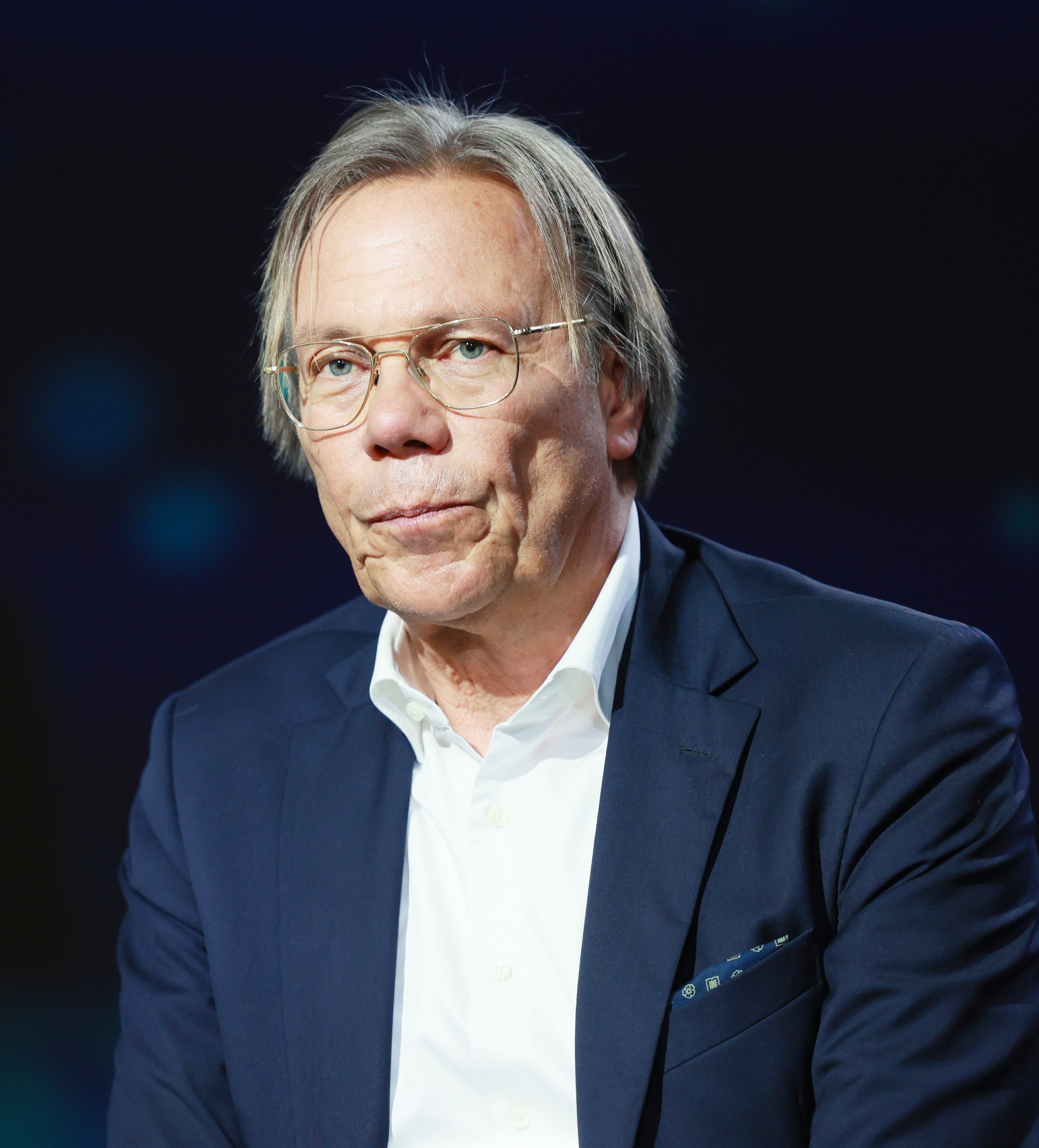
Harald Welzer (2023)

Harald Welzer (* 27. Juli 1958 in Bissendorf/Han.) ist ein deutscher Soziologe, Sozialpsychologe und Publizist.

## Leben
Harald Welzer wurde in Bissendorf (heute ein Ortsteil der Gemeinde Wedemark) bei Hannover in eine Arbeiterfamilie geboren. Sein Vater, Günter Welzer, war mit 16 Jahren als unbegleiteter Flüchtling aus dem heutigen Polen nach Deutschland gekommen; seine Mutter entstammte ebenfalls schwierigen sozialen Verhältnissen. Welzer wuchs in Großburgwedel auf, wo er seit 1969 das Gymnasium besuchte und 1978 sein Abitur ablegte. Anschließend studierte er ab dem Wintersemester 1978/79 Soziologie, Germanistik und Politikwissenschaft an der Universität Hannover. Nach dem Magisterabschluss 1985 und einer freiberuflichen Tätigkeit als Journalist, Marktforscher und Sozialwissenschaftler wurde er 1986 zunächst Wissenschaftliche Hilfskraft und seit 1987 Wissenschaftlicher Mitarbeiter am Psychologischen Institut der Universität Hannover. Im Juli 1988 wurde er an der Fakultät für Geistes- und Sozialwissenschaften der Universität Hannover mit einer soziologischen Studie über Hochschulabsolventen auf dem Arbeitsmarkt bei Ernst Theodor Mohl promoviert. Er habilitierte sich 1993 in Sozialpsychologie und 2001 in Soziologie. Von 1988 bis 1993 war Welzer Wissenschaftlicher Assistent im Fachbereich Geschichte, Philosophie und Sozialwissenschaften der Universität Hannover. Anschließend war er dort bis 1999 als Dozent für Sozialpsychologie tätig.
Welzer war Direktor des Center for Interdisciplinary Memory Research (CMR) und Leiter verschiedener Teilprojekte des Forschungsschwerpunkts KlimaKultur am Kulturwissenschaftlichen Institut in Essen. Von 2001 bis 2012 war er Professor für Sozialpsychologie an der privaten Universität Witten/Herdecke. Welzer ist Mitbegründer und Direktor der gemeinnützigen Stiftung Futurzwei. Stiftung Zukunftsfähigkeit, die sich das Aufzeigen und Fördern alternativer Lebensstile und Wirtschaftsformen zur Aufgabe gemacht hat, und seit 2022 Honorarprofessor an der Europa-Universität Flensburg, wo er von 2012 bis 2022 als Direktor das Norbert Elias Center for Transformation Design & Research leitete. Außerdem ist Welzer Affiliated Member of Faculty am Marial-Center der Emory University (Atlanta/USA), er lehrt an der Universität St. Gallen und ist Mitglied zahlreicher wissenschaftlicher Beiräte und Akademien. Die Schwerpunkte seiner Forschung und Lehre sind Erinnerung, Gruppengewalt und kulturwissenschaftliche Klimafolgenforschung. Welzer ist Herausgeber von Taz.Futurzwei, einer vierteljährlich erscheinenden Zeitschrift für Politik und Zukunft. Sein Sohn Nicholas Czichi-Welzer ist dort ebenfalls tätig. 2019 hat Welzer den Rat für Digitale Ökologie gegründet, ein Think Tank, der sich mit der politischen Gestaltung der Digitalisierung befasst.
Anfang 2020 erlitt Welzer einen Herzinfarkt, den er 2021 in seinem Buch Nachruf auf mich selbst beschrieb.
Welzer lebt in Berlin und auf den Kanaren.

## Forschung
Welzers wissenschaftliches Hauptwerk erschien 2002 unter dem Titel Das kommunikative Gedächtnis. Mit Hinweis auf neurobiologische Forschungen erklärt Welzer, dass dem menschlichen Gedächtnis ein aktiver mentaler Prozess zugrunde liegt, der weitgehend unbewusst und „implizit“ funktioniert. Das menschliche Gedächtnis hat eine soziale Funktion: In unterschiedlichen Gedächtnis-Funktionen organisiert sich das Wechselspiel von Individualität und Gemeinschaft. Populäre Metaphern, die das Gedächtnis als Wissens-Speicher mit einer Computerfestplatte vergleichen, führen in die Irre. Erinnerungs-Bilder sind nicht als fertige Datensätze an einer bestimmten Stelle des Gehirns abgespeichert. Das Gehirn muss, wenn es Erinnerung aktivieren will, aus verschiedenen Arealen Elemente rekonstruieren. Bei jedem Abrufen einer Erinnerung werden assoziativ neue Netzwerke gebildet. Die Erinnerungsfragmente von Medien-Erlebnissen werden grundsätzlich genauso behandelt wie die Fragmente „erlebter“ Erinnerung. Bei der Rekonstruktion von Erinnerung vermischen sich die Quellen.
Auch das autobiographische Gedächtnis ist wesentlich kommunikativ, es stellt sich über „Interaktionssituationen“ her, formuliert Welzer. „Wie man Ich wird“ ist dem Menschen natürlich nicht bewusst. Nicht-bewusste Erinnerungen tauchen in „Bauchgefühlen“, spontanen Reaktionen und unerklärlicher Voreingenommenheit auf. Von Emotionen und den Signalen der nonverbalen Kommunikation „weiß“ mein Gehirn deutlich mehr, als über das semantische und das episodische Gedächtnis bewusst ist. Die bewussten wie die unbewussten Elemente des Gedächtnisses sind kommunikativ und lenken unser Wahrnehmen und Handeln im Kontext der Kultur der Gemeinschaft. Aus der Ich- und Wir-Identität im Sinne eines „autobiographischen Gedächtnisses“ entwickelt sich eine Synchronisierung des Individuums im Verhältnis zu seiner sozialen Umwelt.

## Werk als Publizist
In dem u. a. von ihm herausgegebenen Buch Opa war kein Nazi beschäftigt sich Welzer mit der Zeit des Nationalsozialismus aus sozialpsychologischer Sicht, indem er das Verhalten von Menschen im Alltag während des Nationalsozialismus sowie Formen familiärer Erinnerungstradierung untersucht. Von Täterschaft oder Verantwortung sei in den Familien wenig zu hören gewesen. Verharmlosungen und vorgebliches Nichtwissen tauchten dagegen sehr oft auf. Beteiligte Familienmitglieder würden, so Welzer, sogar als Opfer oder als Helden geschildert.
Im Buch Täter. Wie aus ganz normalen Menschen Massenmörder werden vertieft Welzer die Ergebnisse von Christopher Browning zur Motivation der NS-Unrechtstäter in den Einsatzgruppen, die häufig völlig normale Biografien aufwiesen, etwa Franz Stangl oder Werner Best. Sie entwickelten eine Mentalität oder Binnenrationalität, in der sie als moralisch im Recht dastanden, auch wenn sie Kindererschießungen vornahmen. Die Tötung wird als Arbeit aufgefasst. Die Ergebnisse werden ausgeweitet für Vietnam, Ruanda und Jugoslawien.
Im Buch Klimakriege. Wofür im 21. Jahrhundert getötet wird beschreibt Welzer den Klimawandel als noch immer unterschätzte Bedrohung des menschlichen Zusammenlebens. Er werde als Naturkatastrophe betrachtet, es seien aber die sozialen Effekte, die aus den Klimaveränderungen erst Katastrophen werden ließen. Im Zuge dieser Entwicklungen werde Gewalt zunehmend wieder als Problemlösungsstrategie angesehen. Der Zusammenbruch der politischen und sozialen Ordnung in weiten Teilen der Welt werde zu einem „Dauerkrieg“ führen. Dies sei nur abzuwenden, wenn die wohlhabenden Bevölkerungen der Industrieländer ihren bisherigen Konsumstil veränderten. Von Andreas Kilb wurde in einer Rezension eingewendet, dass die Vergleiche mit den Völkermorden des 20. Jahrhunderts „spekulativ“ seien und hinter einer „historischen Analyse“ zurückblieben. Christiane Grefe dagegen bescheinigte Welzer eine „erschreckend plausible Analyse“, hielt ihm allerdings vor, produktive Verbindungen von Kultur und Technik nicht ins Auge zu fassen.
Welzer plädiert in Selbst denken. Eine Anleitung zum Widerstand für einen reduktiven Lebensstil im Gegensatz zum – nicht nur in der westlichen Welt vorherrschenden – alles immer. Es gehe nicht um Wachstum, Effizienz und Konsum, sondern um Glück und Zukunftstauglichkeit. Weder das Glück noch die Zukunftstauglichkeit hänge aber im Wesentlichen vom Besitz ab. Welzer kritisiert, dass der gegenwärtig praktizierte Lebensstil unserer Gesellschaft durch hypertrophes Wachstum seine eigenen Voraussetzungen konsumiere. Welzer stellt verschiedene erfolgreiche Formen des Selbstdenkens und -handelns vor, die sich am Gemeinwohl statt an individuellem Profit orientieren, und animiert dazu, die eigenen Handlungsspielräume zu nutzen.
In der Publikation Digitaler Wandel und Ethik, die von dem Institut für Technikfolgen-Abschätzung herausgegeben wurde und sich mit der digitalen Ethik sowie der Technikfolgenabschätzung im Allgemeinen befasst, widmet er sich in einem Kapitel u. a. der Verantwortung der Informatiker in der heutigen Gesellschaft.
Zum Inhalt des von Welzer gemeinsam mit Richard David Precht 2022 veröffentlichten Buches Die vierte Gewalt. Wie Mehrheitsmeinung gemacht wird, auch wenn sie keine ist, heißt es im Begleittext des S. Fischer-Verlags, die Massenmedien seien „Vollzugsorgane ihrer eigenen Meinungsmache: mit immer stärkerem Hang zum Einseitigen, Simplifizierenden, Moralisierenden, Empörenden und Diffamierenden. Und sie bilden die ganz eigenen Echokammern einer Szene ab, die stets darauf blickt, was der jeweils andere gerade sagt oder schreibt, ängstlich darauf bedacht, bloß davon nicht abzuweichen.“ Diese Angst sei der bestmögliche Dünger für den Zerfall der Gesellschaft. So werde das demokratische Ringen um gute Lösungen zerstört. Der bereits kurz nach seinem Erscheinen als Bestseller gehandelte Titel traf sogleich auf vielstimmige Kritik aus dem Medienbereich.
Welzers Bücher werden auch international rezipiert und sind in über 20 Ländern erschienen.

## Positionen zum russischen Überfall auf die Ukraine 2022
Als Publizist bezog Harald Welzer mehrmals Stellung zum russischen Überfall auf die Ukraine 2022. Nach der Invasion in die Ukraine äußerte sich Welzer am 16. März 2022 auf Stern.de in einem Meinungsbeitrag kritisch zur „Ästhetik und Rhetorik des Krieges“ in deutschen Medien: „Wer hätte es für gut gehalten, dass Begriffe wie ‚Tapferkeit‘, ‚Vaterland‘, ‚Held‘ usw. usf. plötzlich nicht nur sagbar, sondern positiv verstanden werden könnten?“
Er gehört zu den Erstunterzeichnern des in der Zeitschrift Emma veröffentlichten Offenen Briefs an Bundeskanzler Olaf Scholz im Zusammenhang mit dem russischen Überfall. Darin wurde dieser aufgefordert, keine schweren Waffen in die Ukraine zu liefern, da dies den Krieg verlängern würde und die Gefahr eines dritten Weltkriegs mit Deutschland als involvierter Kriegspartei heraufbeschwören könnte.
Auf dem Kongress taz lab 2022 wandte sich Welzer auf dem Podium erneut gegen Waffenlieferung der Bundesregierung an die Ukraine: „Das positivste Szenario, über das man überhaupt sprechen kann in dem Zusammenhang, ist ein lange andauernder Zermürbungs- und Abnutzungskrieg. [...] Das ist eine höchstgefährliche Angelegenheit und ich sehe nicht, wie das auch nur ein einziges Menschenleben in der Ukraine retten könnte.“
Am 8. Mai 2022 kam es in der Talkshow Anne Will zu einem vielbeachteten Schlagabtausch zwischen Harald Welzer und dem ukrainischen Botschafter in Deutschland Andrij Melnyk. Welzer warnte vor einer Eskalationsdynamik der Gewalt und einem langen Abnutzungskrieg durch die Lieferung schwerer Waffen. Stattdessen solle man auf Waffenstillstandsverhandlungen setzen. Andrij Melnyk widersprach und bezeichnete Welzers Ansatz als „illusorisch“ und aus ukrainischer Sicht als „moralisch verwahrlost“. Daraufhin kritisierte Welzer die offensive „Sprecherposition“ des Botschafters, verwies auf die Kriegserfahrungen in seiner eigenen Familie und berief sich auf die Weizsäcker-Rede vom 8. Mai 1985. Als Melnyk „ich weiß“ einwarf, erteilte ihm Welzer den Ratschlag: „Bleiben Sie mal […] beim Zuhören und nicht beim Kommentieren!“, worauf dieser entgegnete: „Sie sind wieder so belehrend, wie Sie auftreten. Das ist Ihre Art und Weise. Ich bin kein Student.“ Ihm wurde vorgeworfen, mit seinem Rückgriff auf die eigene Familiengeschichte einen Nachfahren der Opfer zu belehren und daraus eine moralische Überlegenheitsposition abzuleiten. Die Osteuropahistorikerin Franziska Davies kritisierte Welzer, er habe keine Osteuropa-Expertise und einen „kolonialen Blick“ auf Osteuropa. Der deutsch-israelische Erziehungswissenschaftler Meron Mendel warf Welzer in der Zeit vor, aus der Tätergeschichte Deutschlands moralische Überlegenheit gewinnen zu wollen. Andere Beobachter weisen darauf hin, dass die ARD-Moderatorin Anne Will letztlich durch ihre Lust am Spektakel zu verantworten hatte, dass der Disput scheiterte. „Dabei wäre es doch wünschenswert gewesen, die beiden Standpunkte, die das Land immer spürbarer in zwei Meinungslager teil[en], im Sinne einer rhetorischen Abrüstung mit besseren Argumenten zu versorgen.“
Welzer vertrat denselben Standpunkt auch in der Sendung Markus Lanz vom 17. Mai 2022, in der er forderte, von deutscher Seite keine Waffen an die Ukraine zu liefern, da Deutschland sonst den Krieg in der Ukraine nur verlängern und sich der Gefahr aussetzen würde, Kriegspartei zu werden. Stattdessen solle man auf Verhandlungen setzen und das Unausweichliche in einem Friedensprozess hinnehmen.

## Schriften
- Zwischen den Stühlen. Eine Längsschnittuntersuchung zum Übergangsprozess von Hochschulabsolventen. Deutscher Studien-Verlag, Weinheim 1990, ISBN 3-89271-196-8 (Zugl.: Hannover, Univ., Diss., 1988 u.d.T.: Soziale Schließung. Hochschulabsolventen auf dem Arbeitsmarkt).
- Transitionen. Zur Sozialpsychologie biographischer Wandlungsprozesse. Edition diskord, Tübingen 1993, ISBN 3-89295-572-7 (Zugl.: Hannover, Univ., Habil.-Schr., 1993).
- (Hrsg.): Nationalsozialismus und Moderne. Edition diskord, Tübingen 1993, ISBN 3-89295-576-X.
- (Hrsg.): Das Gedächtnis der Bilder. Ästhetik und Nationalsozialismus. Edition diskord, Tübingen 1995, ISBN 3-89295-590-5.
- Verweilen beim Grauen. Essays zum wissenschaftlichen Umgang mit dem Holocaust. Edition diskord, Tübingen 1997, ISBN 3-89295-619-7.
- mit Robert Montau & Christine Plaß: „Was wir für böse Menschen sind!“ Der Nationalsozialismus im Gespräch zwischen den Generationen. Edition diskord, Tübingen 1997, ISBN 3-89295-628-6.
- (Hrsg.): Auf den Trümmern der Geschichte. Gespräche mit Raul Hilberg, Hans Mommsen und Zygmunt Bauman. Edition diskord, Tübingen 1999, ISBN 3-89295-659-6.
- (Hrsg.): Das soziale Gedächtnis. Geschichte, Erinnerung, Tradierung. Hamburger Edition, Hamburg 2001, ISBN 3-930908-66-2.
- Das kommunikative Gedächtnis. Eine Theorie der Erinnerung. Beck, München 2002, ISBN 3-406-49336-X; ebd. 2005, ISBN 3-406-52858-9.
- mit Sabine Moller & Karoline Tschuggnall: Opa war kein Nazi. Nationalsozialismus und Holocaust im Familiengedächtnis. Unter Mitarbeit von Olaf Jensen und Torsten Koch. Fischer-Taschenbuch-Verlag, Frankfurt 2002, ISBN 3-596-15515-0.
- mit Hans J. Markowitsch: Das autobiographische Gedächtnis. Hirnorganische Grundlagen und biosoziale Entwicklung[39]. Klett-Cotta, Stuttgart 2005, ISBN 3-608-94406-0.
- Täter. Wie aus ganz normalen Menschen Massenmörder werden. Unter Mitarbeit von Michaela Christ. S. Fischer, Frankfurt 2005, ISBN 3-10-089431-6.
  - Tötungsarbeit, Rezension von Christopher R. Browning, Die Zeit, 27. Oktober 2005
  - Rezension von Tobias Bütow, H-Soz-u-Kult, 28. Februar 2006
- mit Hans J. Markowitsch (Hrsg.): Warum Menschen sich erinnern können. Fortschritte in der interdisziplinären Gedächtnisforschung. Klett-Cotta, Stuttgart 2006, ISBN 978-3-608-94422-8.
- Der Krieg der Erinnerung. Holocaust, Kollaboration und Widerstand im europäischen Gedächtnis, von Harald Welzer (Hrsg.), S. Fischer, Frankfurt/M. 2007, ISBN 978-3-596-17227-6.
- Klimakriege. Wofür im 21. Jahrhundert getötet wird, S. Fischer, Frankfurt/M. 2008, ISBN 3-10-089433-2.
  - Gefühlte Probleme, Rezension von Uwe Justus Wenzel, Neue Zürcher Zeitung, 12. April 2008
  - Gewalt als Lösung, Rezension von Herfried Münkler, Süddeutsche Zeitung, 14. April 2008
  - Ist das schon Häresie?, Rezension von Adam Olschweski, Frankfurter Rundschau, 8. Mai 2008
  - Nichts für Optimisten, Rezension von Jörg Plath, die tageszeitung, 17. Mai 2008
  - Die Dimensionen des Klimawandels, Rezension von Britta Fecke, Deutschlandfunk, 2. Juni 2008
- mit Claus Leggewie: Das Ende der Welt, wie wir sie kannten. Klima, Zukunft und die Chancen der Demokratie. S. Fischer, Frankfurt am Main 2009, ISBN 978-3-10-043311-4.
- mit Christian Gudehus und Ariane Eichenberg (Hrsg.): Erinnerung und Gedächtnis. Ein interdisziplinäres Handbuch. Metzler, Stuttgart 2010.
- mit Sönke Neitzel: Soldaten. Protokolle vom Kämpfen, Töten und Sterben. S. Fischer, Frankfurt/M. 2011, ISBN 978-3-10-089434-2.
- mit Dana Giesecke: Das Menschenmögliche. Zur Renovierung der deutschen Erinnerungskultur. Edition Körber-Stiftung, Hamburg 2012, ISBN 978-3-89684-089-9.
- mit Stefan Rammler: Der FUTURZWEI-Zukunftsalmanach 2013: Geschichten vom guten Umgang mit der Welt. Fischer-Taschenbuch, Frankfurt 2012, ISBN 978-3-596-19420-9.
  - Rezension, Rezension von Matthias Jung, 9. Dezember 2012
- Selbst denken. Eine Anleitung zum Widerstand, S. Fischer Verlag, Frankfurt am Main 2013, ISBN 978-3-10-089435-9.
  - Alle mal umdenken!, Rezension von Thomas Thiel in der Frankfurter Allgemeinen Zeitung, 6. März 2013
  - Selbst denken. Eine Anleitung zum Widerstand. Gedanken aus der Sicht eines Christen, eines Theologen, eines Pfarrers, Rezension von Matthias Jung, 4. April 2013
- mit Bernd Sommer: Transformationsdesign. Wege in eine zukunftsfähige Moderne. oekom, München 2014, ISBN 978-3-86581-662-7.
- mit Dana Giesecke und Luise Tremel: FUTURZWEI Zukunftsalmanach 2015/16.[40] S. Fischer Verlag, Frankfurt am Main 2014. 544 S.
- mit Michael Pauen: Autonomie. Eine Verteidigung. S. Fischer Verlag, Frankfurt a. M. 2015, ISBN 978-3-10-002250-9.
  - Rezension in der Annotierten Bibliografie der Politikwissenschaft, August 2015.
- Die smarte Diktatur. Der Angriff auf unsere Freiheit. S. Fischer Verlag, Frankfurt am Main 2016, ISBN 978-3-10-002491-6.
- Wir sind die Mehrheit. Für eine Offene Gesellschaft, S. Fischer Verlag, Frankfurt am Main 2017. ISBN 978-3-596-29915-7.
- Alles könnte anders sein: Eine Gesellschaftsutopie für freie Menschen, S. Fischer Verlag, Frankfurt am Main 2019. ISBN 978-3-10-397401-0.
- Michel Friedman, Harald Welzer: Zeitenwende. Der Angriff auf Demokratie und Menschenwürde. Kiepenheuer & Witsch, Köln 2020, ISBN 978-3-462-00089-4.
- Nachruf auf mich selbst. Die Kultur des Aufhörens. S. Fischer, Frankfurt am Main 2021, ISBN 978-3-10-397103-3.
- mit Dana Giesecke: Zu spät für Pessimismus. Das FUTURZWEI-Anti-Frust-Buch für alle, die etwas bewegen wollen,  S. Fischer, Frankfurt am Main 2022, ISBN 978-3-10-397183-5
- mit Richard David Precht: Die vierte Gewalt. Wie Mehrheitsmeinung gemacht wird, auch wenn sie keine ist, S. Fischer, Frankfurt am Main 2022, ISBN 978-3-10-397507-9[41]
- ZEITEN ENDE. Politik ohne Leitbild, Gesellschaft in Gefahr,  S. Fischer, Frankfurt am Main 2023, ISBN 978-3-10-397581-9.

## Vorträge und Interviews (Auswahl)
- „Die Zukunft wird sehr kleinteilig sein“, Welzer zu Stuttgart 21 in taz, 23. Oktober 2010
- Zur Rettung der Welt, Was Sie sofort tun können: Zehn Empfehlungen von Welzer in FAS, 28. Oktober 2010
- Mein Opa und die Nazis. Über Geschichte, Erinnerung und Subjektivität (Memento vom 29. September 2007 im Internet Archive), Vortrag von Welzer in der SWR2-Sendereihe Aula, 25. Juli 2004 (Manuskript)
- Die harmlosen Bestien. Wie aus normalen Menschen Massenmörder werden (Memento vom 29. September 2007 im Internet Archive), Vortrag von Welzer in der SWR2-Sendereihe Aula, 30. Oktober 2005 (Manuskript)
- Holocaust-Täterforschung: Entwicklung von sozialen Gruppen und gesellschaftlichen Rahmenbedingungen, Vortrag von Welzer auf der Jugendpflegertagung des Landesjugendamtes Rheinland, November 2007 (Filmversion für Windows-Mediaplayer)
- Wirtschaftskrise: Warum keiner mehr durchblickt, Interview mit Nils Minkmar in der Frankfurter Allgemeinen Zeitung, 7. Dezember 2008
- Wohlstand ohne Wachstum?, Harald Welzers sozialpsychologische Analyse gesellschaftlicher Perspektiven im Programm des Deutschlandfunks, 1. Januar 2010
- Ein Erlebnis absoluter Macht. Interview (zusammen mit dem Historiker Hannes Heer) in Die Zeit 2/2011
- „Was Hitler sagt, das glaube ich“ Gastbeitrag. zeit.de, 22. August 2017
- Harald Welzer zu Kapitalismus, Planwirtschaft & liberaler Demokratie. Podcast-Episode bei Future Histories, Interview vom 3. November 2019
- Harald Welzer: Zeitenwende, die Zukunft der Arbeit und das Ende der europäischen Arbeiterbewegung, Interview mit Dagmar Reichardt zum Thema Arbeit, 1. Februar 2021
- Jan Feddersen: Harald Welzer zum Offenen Emma-Brief: „Die Gewaltlogik unterbrechen“. In: Die Tageszeitung: taz. 3. Mai 2022, ISSN 0931-9085 (taz.de [abgerufen am 9. Mai 2022]).

## Theater
- Nachruf auf mich selbst im Hamburger Sprechwerk, Regie: Aron Matthiasson, UA: September 2022.

- Soldaten. Protokolle vom Kämpfen, Töten und Sterben. Szenische Aufführung im Schauspiel Hannover, Regie: Thomas Dannemann, UA: September 2013.